# Międzynarodowy Ośrodek Uszlachetniania Kukurydzy i Pszenicy
Międzynarodowy Ośrodek Uszlachetniania Kukurydzy i Pszenicy (hiszp. Centro Internacional de Mejoramiento de Maíz y Trigo, ang. International Maize and Wheat Improvement Center) – założony przez rząd Meksyku i fundację Rockefellera w 1943 roku pod nazwą Biuro Studiów Specjalnych ośrodek badawczy, zajmujący się rozwojem ulepszonych odmian pszenicy i kukurydzy oraz ich popularyzacją wśród rolników. Placówka funkcjonuje pod obecną nazwą od 1966. Dzięki wynikom badań i eksperymentów przeprowadzonych prowadzonych przez jednego z pracowników Ośrodka, Normana Borlauga, możliwe stało się przeprowadzenie zielonej rewolucji. Za swoje prace Borlaug został wyróżniony Pokojową Nagrodą Nobla za rok 1970.